# Jaskinia Raj

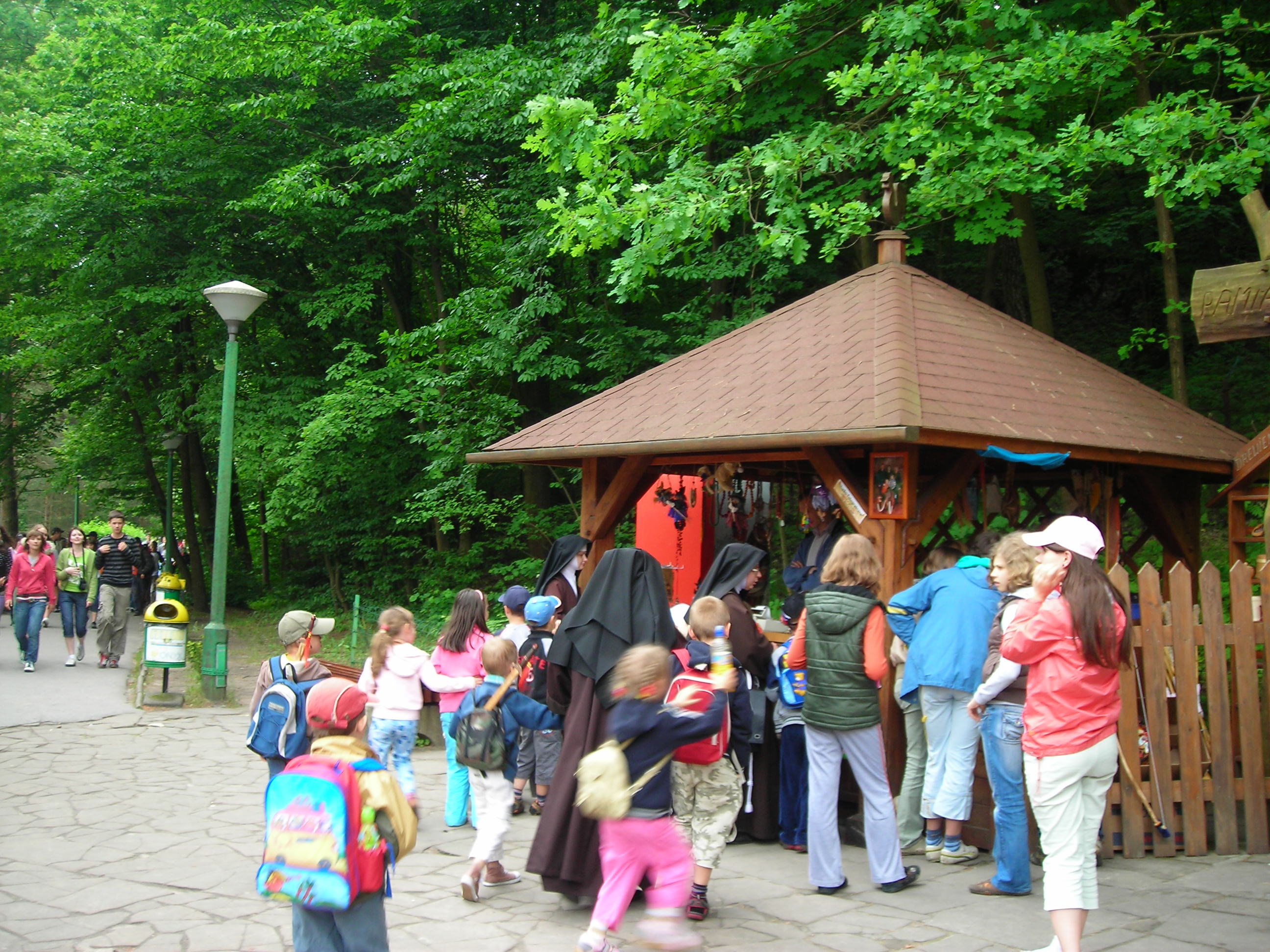
Toeristen kopen souvenirs buiten de grot

Jaskinia Raj (Nederlandse vertaling: Paradijsgrot) is een horizontale grot in Polen die zich bevindt in de heuvel Malik bij het plaatsje Chęciny ten zuiden van de stad Kielce (woiwodschap Święty Krzyż).
De grot is 9,5 meter hoog en heeft een lengte van 240 meter, waarvan slechts 180 meter toegankelijk is voor bezoekers. Ondanks de geringe grootte wordt de Jaskinia Raj gezien als een van de mooiste grotten van Polen. De gangen, die toegankelijk zijn gemaakt voor bezoekers, leiden door vijf kamers met vele stalactieten, stalagmieten en zuilen die gedurende duizenden jaren zijn ontstaan. Ook nu nog groeien deze druipstenen nog. In een van de kamers bevinden zich gemiddeld 240 stalagtieten per vierkante meter. De luchtvochtigheid in de grot bedraagt 95 procent.

## Geschiedenis
De grot werd in 1963 ontdekt door Józef Kopeć en Feliks Wawrzeńczak en werd voor publiek geopend in 1972. De vijf kamers ontstonden in het Devoon, een periode ongeveer 350 miljoen jaar geleden. In de grot werden sporen gevonden van bewoning door neanderthalers, die er zo'n vijftig- tot zestigduizend jaar geleden gewoond hebben. Ook werden sporen aangetroffen van holenberen, wolharige neushoorns en mammoeten, die vermoedelijk ook in de grot hebben gewoond.

## Toerisme
Per kwartier worden maximaal vijftien bezoekers toegelaten tot de grot, onder begeleiding van een gids. Dit wordt gedaan om de temperatuur in de grot niet boven de ideale acht tot tien graden Celsius te laten komen. Ook wordt erop toegezien dat bezoekers geen foto's maken en dat men geen vernielingen aanricht. Voordat gasten de grot betreden, worden zij eerst door een tentoonstelling geleid omtrent de historie van de grot. Zo krijgt men uitleg over het ontstaan ervan en wordt aandacht besteed aan de bewoning van de grot in de prehistorie. Jaskinia Raj is een populaire bestemming voor schoolreisjes uit heel Polen.